# Hans Plank
Hans Plank (* 29. März 1925 in Weng im Innkreis; † 25. April 1992 in Braunau am Inn) war ein österreichischer Künstler.

## Leben

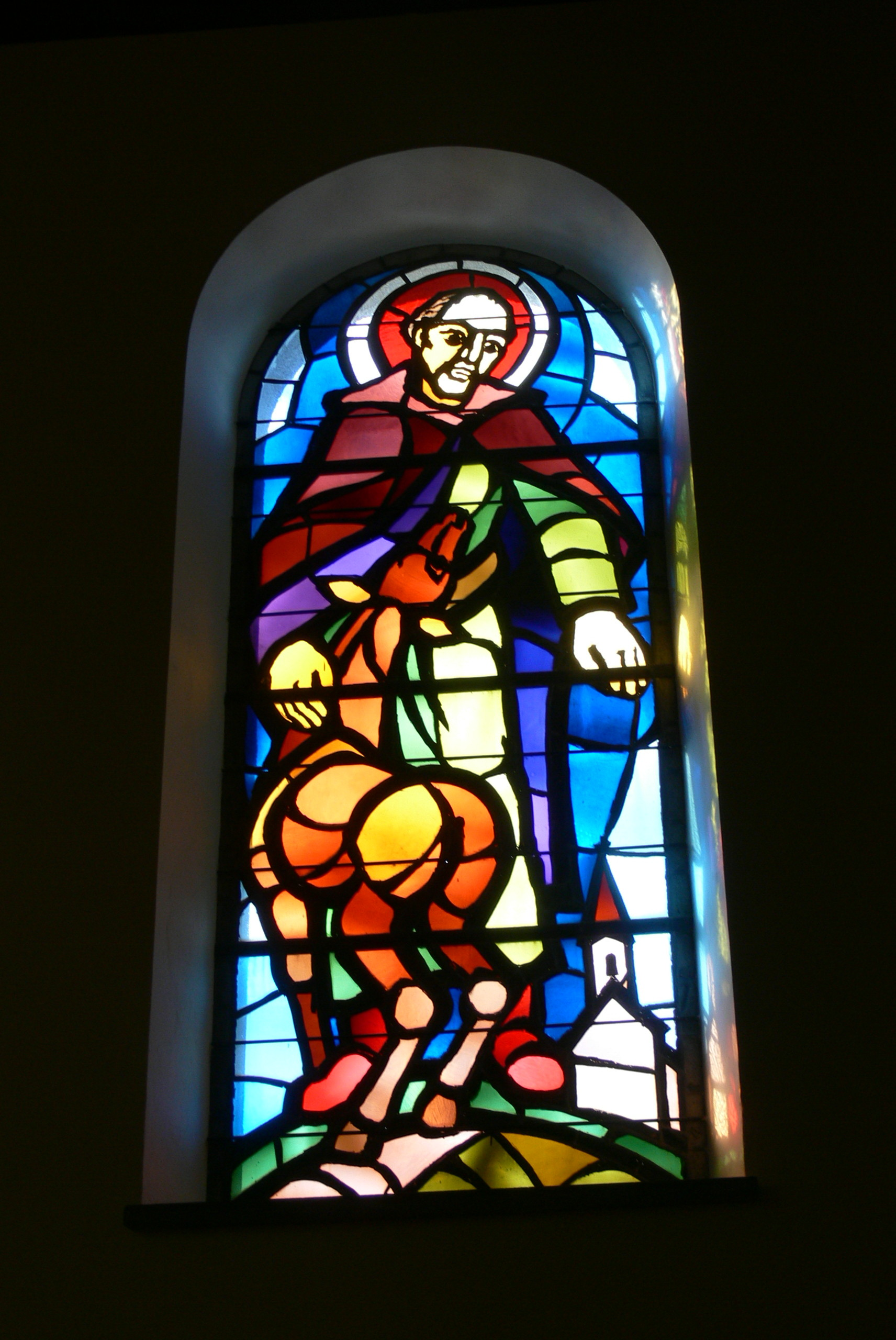
Kirchenfenster Ägidius in der Pfarrkirche Oberkappel, 1956

Hans Plank wurde 1925 in Weng im Innkreis geboren – als erster von zwei Söhnen des Schneidermeisters Sebastian Plank und dessen Frau Theresia. Bereits in der Volksschule in Weng äußerte er den Berufswunsch Kunstmaler. 1941 erhielt er ein Stipendium für den Besuch der Lehrerbildungsanstalt in Linz. 1943 beteiligte er sich ebendort erstmals an einer Ausstellung junger Künstler.
Von 1947 bis 1950 arbeitete Hans Plank als Volksschullehrer in Gilgenberg am Weilhart, Ostermiething und St. Peter am Hart.
Von 1950 bis 1954 studierte Hans Plank nach Empfehlung von Herbert Boeckl bei Albert Paris Gütersloh an der Akademie der bildenden Künste Wien. 1963 studierte er am Warburg-Institut in London.
1958/59 und von 1975 bis 1979 unterrichtete er am Bundesgymnasium und Bundesrealgymnasium Braunau am Inn.
Nach Studienreisen durch ganz Europa widmete sich der Künstler in den 1960er Jahren verstärkt dem Holzschnitt; später auch Aquarellen, Ölbildern sowie Glasfenstern. Künstlerisch erwies sich Hans Plank als Erbe eines malerischen Expressionismus. Gekoppelt war dieses künstlerische Bekenntnis mit einem christlichen Weltverständnis, das den engagierten Künstler zu einer tiefen menschlichen Solidarität verpflichtete, etwa mit Flüchtlingen und Arbeitern.
Im Innviertel findet man die Werke von Hans Plank noch heute an sehr unterschiedlichen Orten, etwa in Form der Kapellenfenster in der Hauskapelle des Seniorenheims Ostermiething oder aber in Form von Karikaturen in der alten Wirtsstube beim Wirt z'Ernsting, wo Hans Plank oft mit seinen Freunden beim Stammtisch gesessen ist und das Tagesgeschehen als Zeichnung festgehalten hat.

## Auszeichnungen
- 1954 Boeckl-Preis
- 1954 Anerkennungspreis der Meisterklasse Gütersloh
- Goldene Medaille für Verdienste um die Stadt Braunau am Inn
- 1977 Berufstitel Professor
- 1979 Ehrenbürgerschaft der Gemeinde Weng im Innkreis
- 1982 Kulturpreis des Landes Oberösterreich für Bildende Kunst
- Österreichisches Ehrenkreuz für Wissenschaft und Kunst

## Werke
- 1955 Wandbilder Schutzmantelmadonna und hl. Barbara in der Pfarrkirche Riedersbach
- 1956 Kirchenfenster der Pfarrkirche Oberkappel

## Publikationen
- als Hrsg., Johann Baptist Wengler (Illustration): Johann Baptist Wengler: ein Maler des Biedermeier. Oberösterreichischer Landesverlag, Ried im Innkreis 1966.
- Expressionismus in Österreich: Klimt – Schiele – Kokoschka. Bildband. Berghaus-Verlag, Ramerding 1981, ISBN 3-7635-0032-4.